# Gasuga
Gasuga är ett vattendrag i Burundi.   Det ligger i provinsen Kirundo, i den norra delen av landet, 120 kilometer nordost om huvudstaden Bujumbura.
Omgivningarna runt Gasuga är en mosaik av jordbruksmark och naturlig växtlighet. Runt Gasuga är det tätbefolkat, med 343 invånare per kvadratkilometer.